# Pod sinjim nebom (film)
Pod sinjim nebom je slovenski komični TV film iz leta 1989.
Večina nastopajočih z veliko mero samoironije igra same sebe. Režiser in scenarist Dušan Prebil je svoj film označil za »pravljico«.

### Zgodba
Matija Barl, Anton Marti, Peter Zobec in Boštjan Hladnik snemajo koprodukcijski film o slovenski preteklosti. Zgodbo je prispeval pesnik in kantavtor, ki zunaj prizorišča moti Martija in zavira dogajanje.

## Kritike
Vesna Marinčič je napisala, da je Pod sinjim nebom slab televizijski film. Dogajanje na prizorišču zunaj prizorišča je opisala kot polno gostobesednih dialogov in razvlečenih prizorov, glede duhovitosti pa kot samomorilsko. Tiste, ki niso igrali samih sebe, je označila za lesene, nefilmične in breizrazne. Zdelo se ji je, da se film ne zna končati. Spraševala se je, ali je Prebila zanesla nostalgija ali pa je šel s svojim (samo)norčevanjem namerno predaleč. Avtor je s svojim duhovičenjem ni prepričal, kot primer je navedla trikratni prizor z gusarjem, ki ga polivajo z vodo.
Peter Kolšek je film doživel kot prehud udarec celo za največje nergače in vprašal se je, kdo je verificiral scenarij. Pripravljen je bil sprejeti norčevanje iz slovenskega filma in filmarjev, ne pa ironičnega filma brez duha in duhovitosti. Zdelo se mu je, da film s svojo ekscentričnostjo nima kaj početi. Škoda mu je bilo zapravljenega dobrega koncepta.

## Zasedba
- Matija Barl
- Peter Zobec
- Anton Marti
- Boštjan Hladnik
- Andrej Žigon: pesnik in kantavtor
- Marjan Roblek: gusar

## Ekipa
- fotografija: Sandi Videnšek
- glasba: Gal Hartman
- montaža: Rudi Križanič
- scenografija: Mirta Krulc
- kostumografija: Jerneja Jambrek
- maska: Nada Brvar in Marija Jurovič